# Gracupica
Gracupica (eksterspreeuwen) is een geslacht van zangvogels uit de familie  spreeuwen (Sturnidae).

## Soorten
Het geslacht kent de volgende soorten:
- Gracupica contra  – Indiase eksterspreeuw
- Gracupica floweri  – Siamese eksterspreeuw
- Gracupica jalla  – Javaanse eksterspreeuw
- Gracupica nigricollis  – Zwartkraagspreeuw

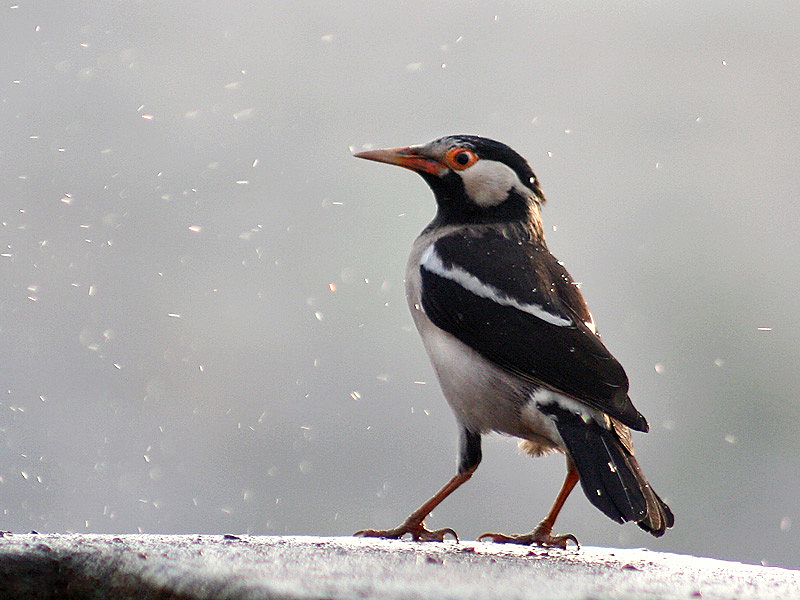
Indiase eksterspreeuw.
Siamese eksterspreeuw.
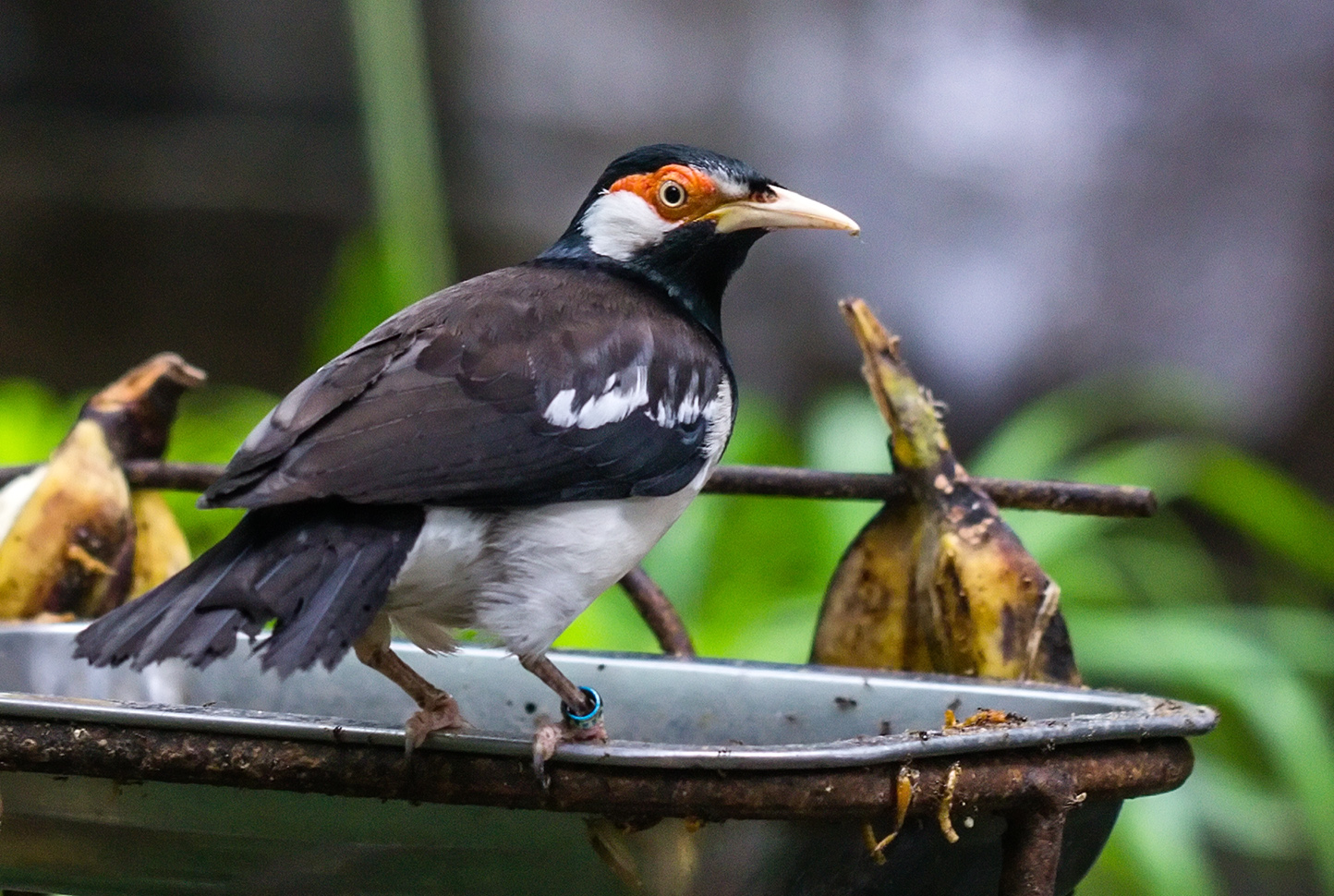
Javaanse eksterspreeuw.
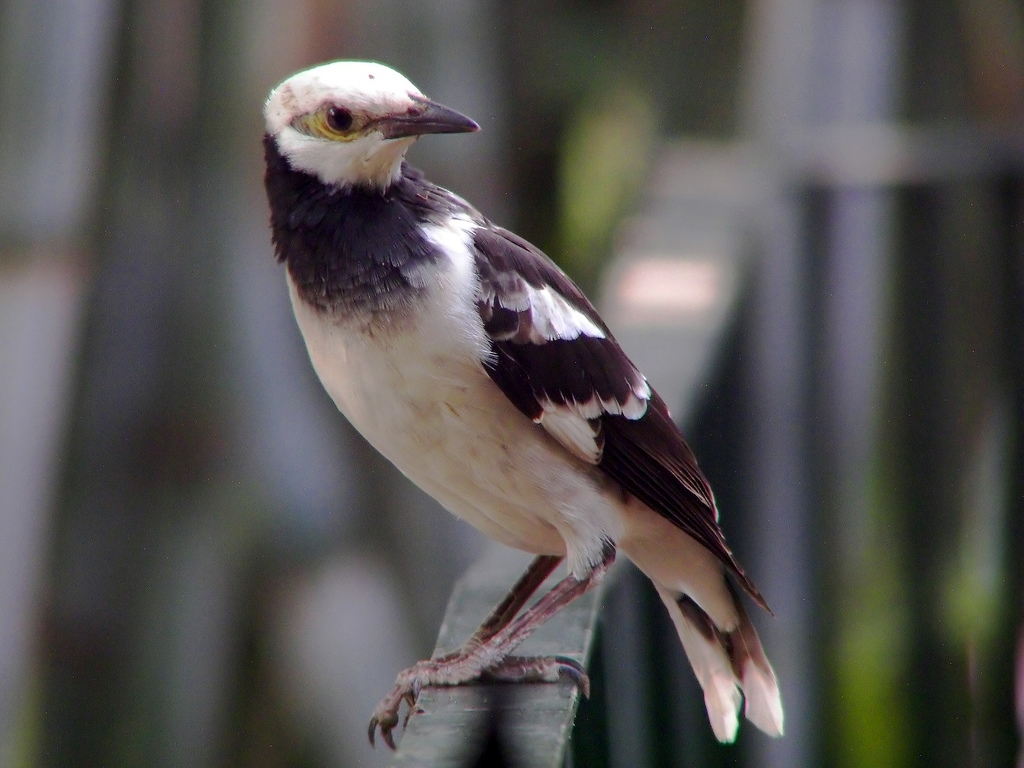
Zwartkraagspreeuw.